# Геологія Чилі

Plates in the crust of the earth, according to the plate tectonics theory

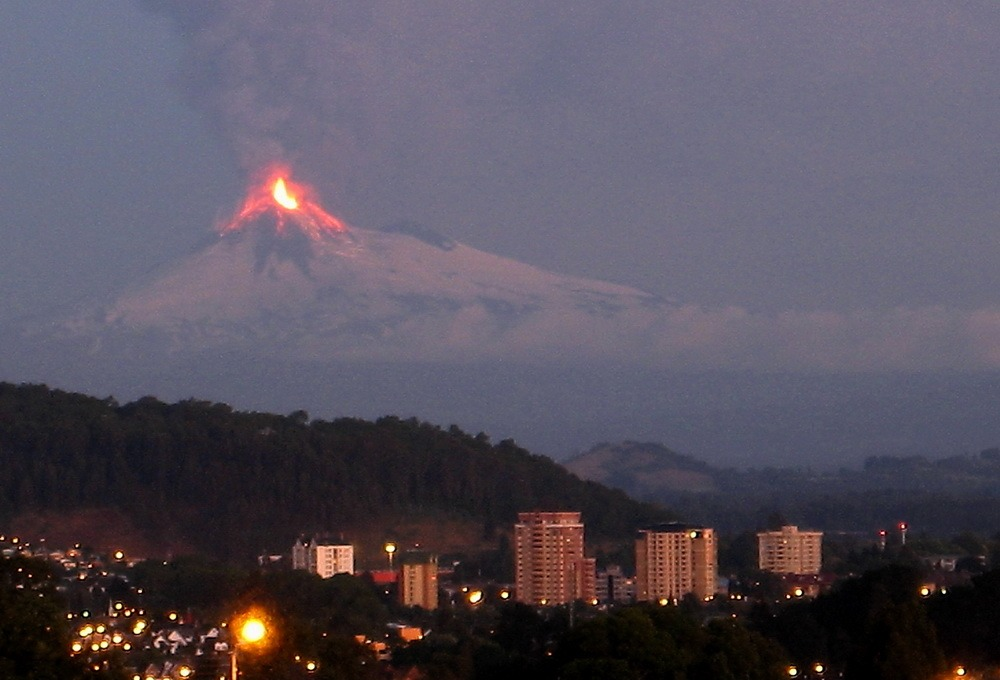
Яйма

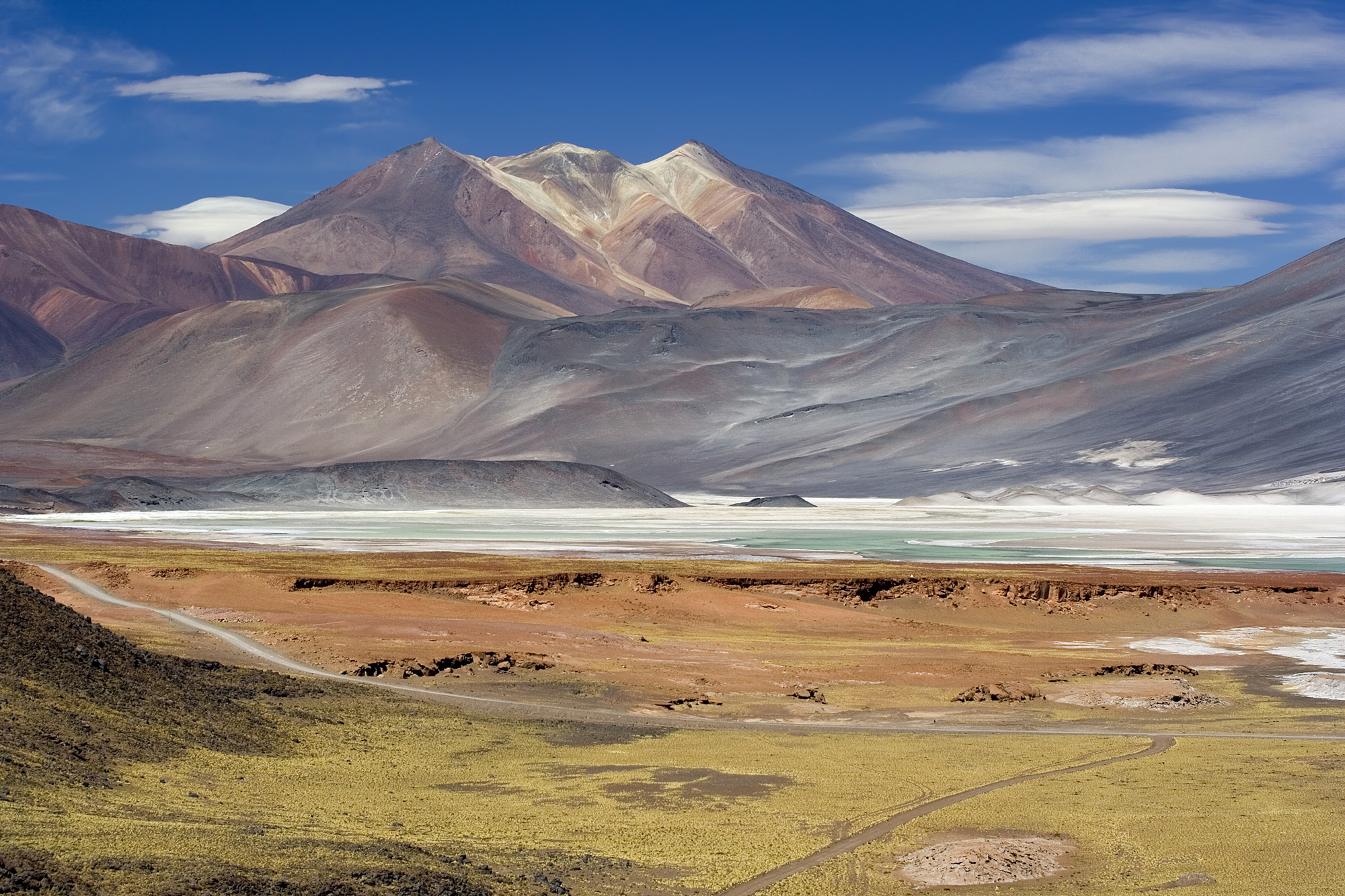
The Andes are generally higher in northern Chile

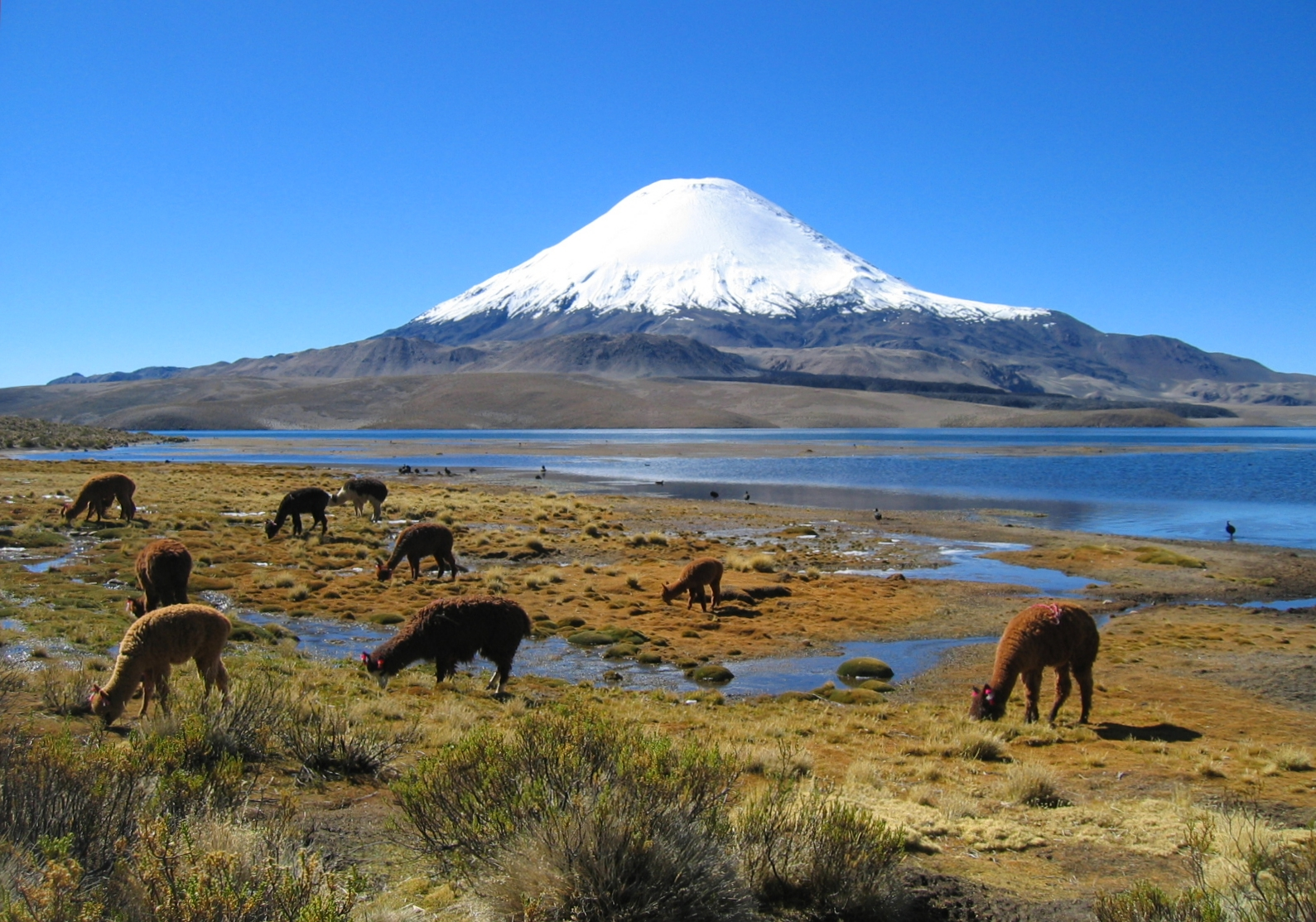
View of the Altiplano plateau in northern Chile

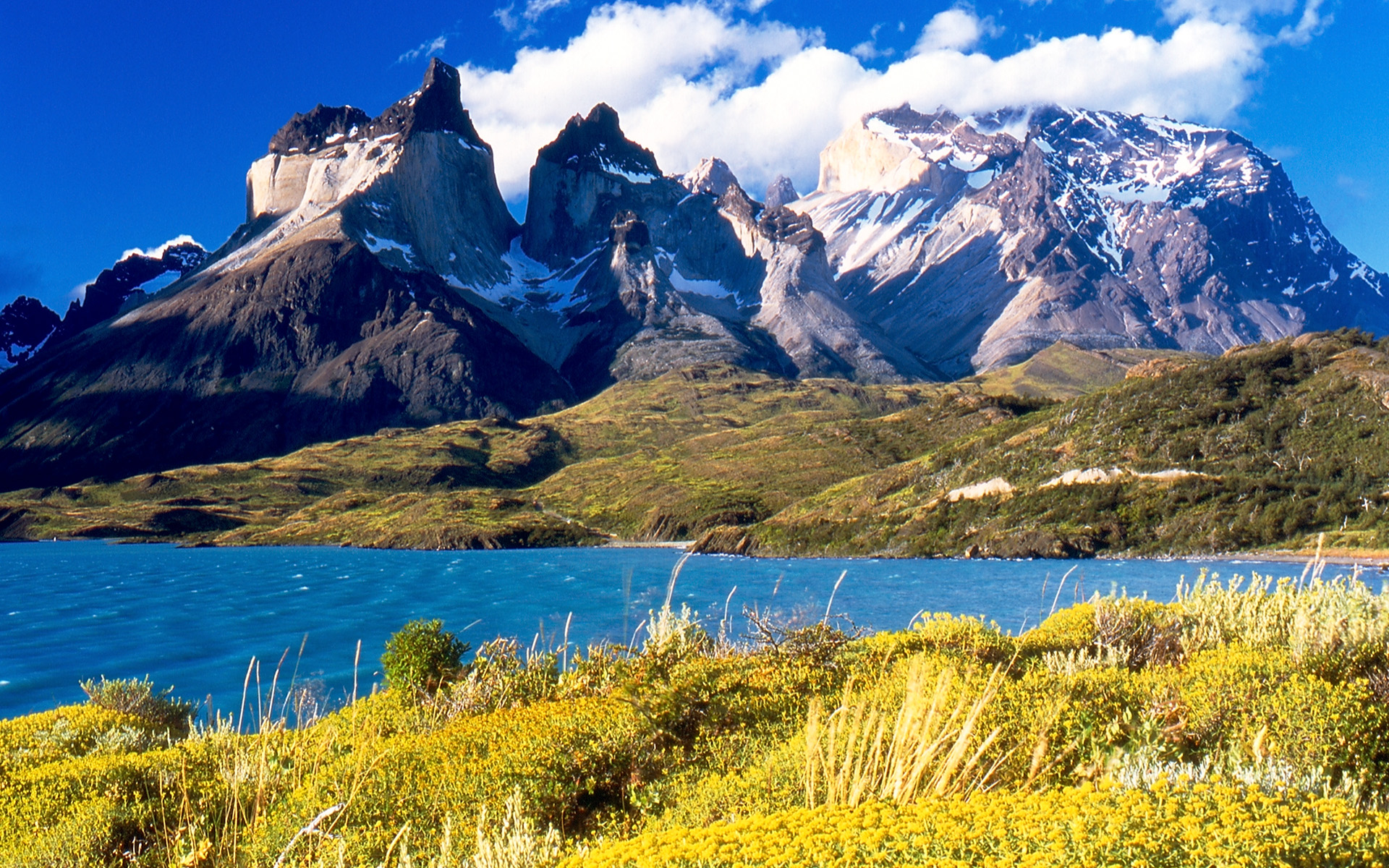
The mountains at Національний парк Торрес-дель-Пайне have been heavily eroded by the Четвертинний період glaciations

Retreat of the San Rafael Glacier, 1990—2000

Територія Чилі розташована в межах Андського геосинклінального складчастого поясу. Анди в країні розділяють на основний хребет Анд і прибережний хребет. Виділяють ґрабен Центральної долини. На півдні країни — Патагонська Кордильєра та Магелланів передовий прогин.

## Геологічна будова
Фундамент Головної Кордильєри складений піщано-глинистими метаморфізованими утвореннями нижнього палеозою, які перекриті кислими ефузивами верхнього палеозою та червонокольоровими товщами. Всі породи інтрудовані гранітами пермі. На східних схилах відклади палеозою трансгресивно перекриті міогеосинклінальними піщано-глинистими і карбонатними породами юри — нижьої крейди. Мезозойські евгеосинклінальні відклади західних схилів мають велику кількість вулканітів основного складу. Головна епоха складчастості — альпійська, з інтенсивною андською тектонічною фазою. У Головній Кордильєрі зосереджені головні родовиища мідно-молібденових та золото-срібних руд, відомі родовища сірки та залізних руд.
На заході Берегової Кордильєри вздовж узбережжя оголюються метаморфічні комплекси та офіоліти нижнього палеозою. Породи верхнього палеозою — слабкометаморфізовані товщі морський глинистих відкладів, поширені граніти і габро. Породи палеозою незгідно перекриті вапняково-лужними андезитами і піщано-глинистими гірськими породами верхнього тріасу — нижньої крейди. У північній частині переважають червоноколірні гірські породи цього періоду. В юрі та ранній крейді впровадилися гранітні інтрузії. У пізній крейді — палеогені утворилися товщі континентальних андезитів, а на окремих ділянках вузької прибережної смуги розвинені морські відклади верхньої крейди — палеогену. Головна епоха складчастості — герцинська (кінець девону — початок тріасу). У Береговій Кордильєрі відомі родовища вугілля, марганцевого, мідного і свинцево-цинкового залізняку, благородних металів.
Ґрабен Центральної долини складений відкладами юри і крейди, інтрузивами верхньої крейди, морськими і континентальними породами неогену-плейстоцену. До відкладів плейстоцену приурочені унікальні родовищ нітратів, літію, борної сировини. Вздовж східного борту ґрабена простягається ланцюг вулканів плейстоценового і четвертинного періоду, з діяльністю яких пов'язані родовища самородної сірки. Сучасний рельєф північного і центрального Чилі зумовлений вертикальними рухами в міоцені-голоцені.
У Патагонській Кордильєрі, яка на півдні змінює своє меридіональне простягання на широтне (Вогняна Земля), поширені метаморфічні породи палеозою і гранітоїди юри-крейди (Патагонський батоліт). Великої потужності досягають верхньомезозойсько-кайнозойські моласи, порфірити і породи флішу. Відмічаються незвичайні для Центральних Анд мезозойські офіолітові комплекси.
Складчаста споруда Патагонської Кордильєри, що піднімалася в олігоцені, примикає до асиметричного Магелланового передового прогину, виконаного морськими осадовими породами мезозою і кайнозою. У Патагонській Кордильєрі виявлені родовища свинцево-цинкових і мідних руд, золота. До мезозойських відкладів передового прогину приурочені нафтові і нафтогазові родовища, до палеогенових — поклади бурого вугілля.